# Philippe Bertrand
Philippe Bertrand (1663–1724), foi um escultor francês do período barroco, reconhecido por suas obras elegantes e detalhadas, encomendadas para importantes projetos arquitetônicos e coleções reais.

## Biografia
Bertrand nasceu em 1663 na França e começou sua carreira como escultor no final do século XVII. Ele é amplamente conhecido por suas esculturas fluidas e graciosas, especialmente em bronze, que refletiam a influência de mestres como Giambologna.
Em 1701, Bertrand tornou-se membro pleno da Académie de Peinture et de Sculpture após apresentar a obra O Rapto de Helena, uma composição influenciada pelo Rapto de uma Sabina de Giambologna.

## Obras Principais

### Encomendas Reais
- Bertrand contribuiu para projetos no Château de Marly e no Palácio de Versalhes, duas das principais construções reais da França no período.[3]
- Em 1714, forneceu um pequeno bronze alegórico como prêmio para um concurso de poesia organizado pela Académie Française em comemoração à reforma do coro da Catedral de Notre-Dame. Esta peça encontra-se atualmente na Wallace Collection em Londres.[4]

### Esculturas Notáveis
- O Suicídio de Lucrécia (mármore): Uma estátua de tamanho quase real exibida no Salão de 1704, atualmente no Metropolitan Museum of Art, em Nova York.[5]
- Psique e Mercúrio (bronze): Parte da Royal Collection do Reino Unido.
- Prometeu Acorrentado (bronze): Também pertencente à Royal Collection.[6]

## Legado
Philippe Bertrand deixou uma marca significativa na escultura francesa do período barroco. Suas obras, muitas vezes elegantes e detalhadas, continuam a ser apreciadas em coleções e museus de renome.